# ما بعد الديمقراطية

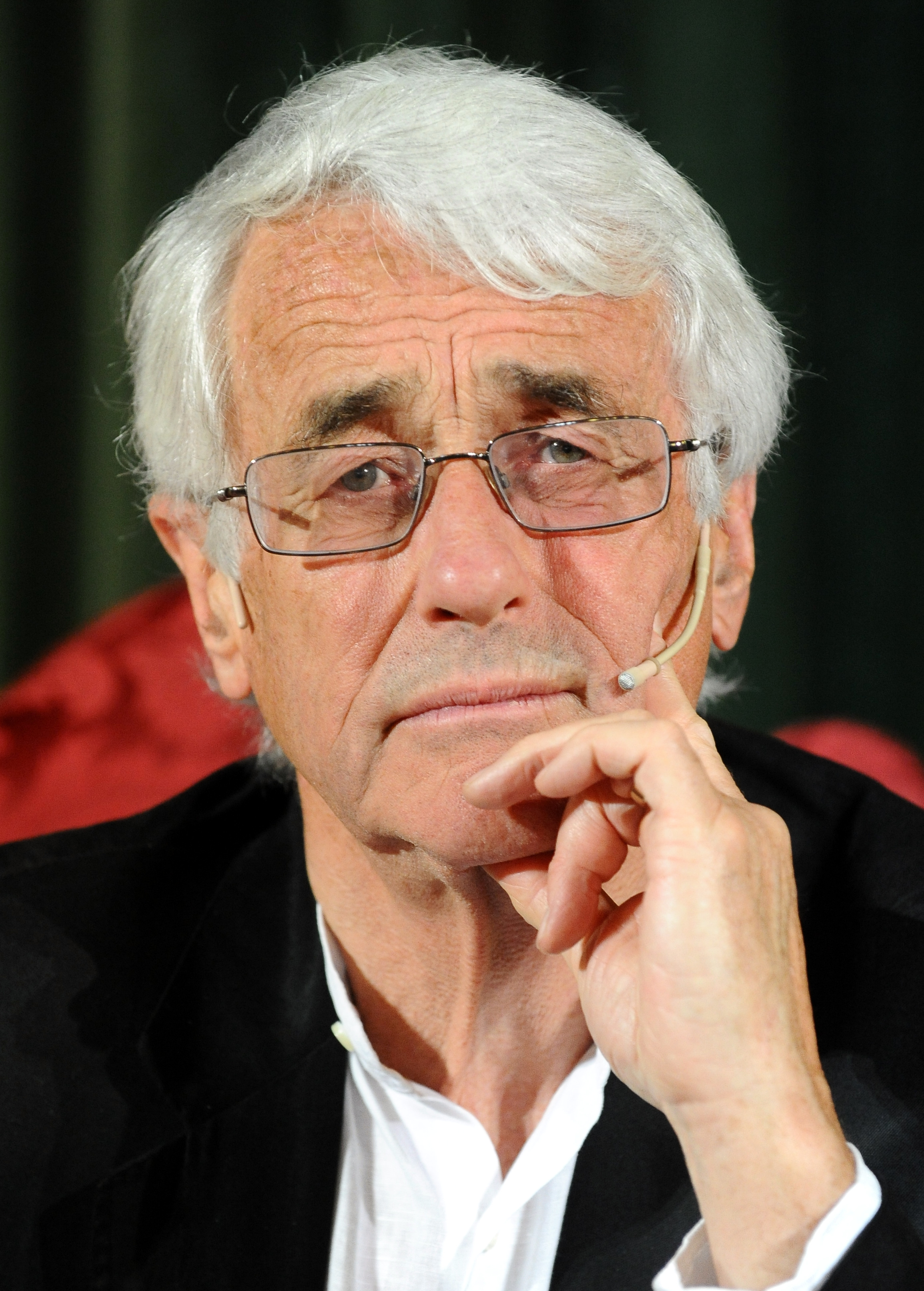

يشير مصطلح ما بعد الديمقراطية إلى الدولة الخاضعة للقواعد الديمقراطية، إلا أن تطبيق هذه القواعد يقل تدريجيًا. قدم الصحفي الإنجليزي المحافظ بيتر أوبورن فيلمًا وثائقيًا عن الانتخابات العامة، 2005، مدعيًا أن الحكومة أصبحت مناهضة للديمقراطية لأنها استهدفت عددًا من الناخبين العائمين.
ويستند الادعاء الأساسي إلى بعض الملاحظات بشأن القوة الاقتصادية وبالتالي القوة السياسية للشركات متعددة الجنسيات. والشركات والحكومات ترتبط ببعضها البعض ارتباطًا وثيقًا نظرًا لان الدول بحاجة إلى شركات باعتبارها أرباب أعمال والتي تسبب التدفقات النقدية الهائلة. غير أن الكثير من الإنتاج يوكل لمصادر خارجية والشركات ليست لديها تقريبًا أي صعوبات للانتقال إلى دول أخرى. ونتيجة لذلك، فإن قانون العمل يصبح عدائيًا للموظف وانتقلت اللسعات الضريبية من الشركات إلى الأفراد من أجل إتاحة ظروف أفضل للشركات. ويعمل مذهب الليبرالية الجديدة على التقارب أكثر بين الدولة والشركات. ونظام الليبرالية الجديدة هو الرفض التام للدولة كمؤسسة يمكن أن تخدم احتياجات الناس وتوفر الخدمات العامة والاجتماعية للسكان بغض النظر عن الثروة أو الطبقة أو العقيدة. وما إن تبدأ الدولة في التخلي عن هذه المهام، فإن هذه المهام تُوكل للشركات الخاصة. وهذا يسمح للشركات بالتأثير على قرارات الدولة، مثل ما الذي يتعين إنشاؤه وكيف وأين وما الذي يتعين شراؤه والقوانين البيئية والعمالية.

## تعريف مؤقت
ظهر هذا المصطلح لتعريف التطور الجاري داخل الديمقراطيات خلال القرن الحادي والعشرين.
وهو مصطلح جدلي لأنه يلفت الانتباه إلى الديمقراطيات المعترف بها التي تفقد بعض أسسها والتي تتطور نحو التحول إلى النظام الأرستقراطي.
يمكن أن تتميز ما بعد الديمقراطيةبما يلي:
- انتخابات غير تمثيلية
- الحقوق المدنية لا تُحترم من قِبل الدولة أو ممثليها
- أو استحالة الحصول على نقاشات متوازنة

وبالتالي، في حين التعارض مع الافتراضات التعددية، فإنها تبدو افتراضًا مقبولاً، أن الصالح العام كان شيئًا يتم تحديده بشكل موضوعي ولم يتم تناول تضارب المصالح داخل العمليات الديمقراطية ولكن داخل الإجراءات الإدارية.

## كتابات أخرى
- Colin Crouch: Post Democracy, 2004, ISBN 0-7456-3315-3
- Jenny Hocking & Colleen Lewis: Counter-Terrorism and the Post-Democratic State, 2008, ISBN 1-84542-917-6

## وصلات خارجية
- (بالإنجليزية) On Coping with "Post Democracy"
- (بالإسبانية) La postdemocracia